# Paradrillia alluaudi
Paradrillia alluaudi is een slakkensoort uit de familie van de Horaiclavidae. De wetenschappelijke naam van de soort is voor het eerst geldig gepubliceerd in 1932 door Dautzenberg.